# Burhan Conkeroğlu
Burhan Conkeroğlu (ur. w 1903, zm. w styczniu 2001 w Izmirze) – turecki zapaśnik walczący w stylu klasycznym. Olimpijczyk z Amsterdamu 1928, gdzie zajął czternaste miejsce w wadze koguciej.

## Letnie Igrzyska Olimpijskie 1928
| Konkurencja          | Rundy eliminacyjne          | Rundy eliminacyjne      | Klas. końcowa |
| Konkurencja          | Przeciwnik I                | Przeciwnik II           | Miejsce       |
| -------------------- | --------------------------- | ----------------------- | ------------- |
| 58 kg styl klasyczny | Johannes van Maaren (NED) P | Herman Andersen (DEN) P | 14.           |